# Die Frauen des Josias Graffenreuth
Die Frauen des Josias Graffenreuth ist ein deutsches Stummfilmdrama aus dem Jahre 1918 von Otto Rippert (Regie) und Fritz Lang (Drehbuch). In den Hauptrollen sind Ressel Orla (als Susanne) und Arnold Czempin (in der Titelrolle) zu sehen. Der Geschichte liegt ein Roman von Dorothea Goebler zugrunde.

## Handlung
Deutschland, in grauer Vorzeit. Josias Graffenreuth verlebte einst seine Jugend mit den Mädchen Ilse und Susanne. Als junger Mann wanderte er nach Südamerika aus. Nach seiner Rückkehr wirbt er um die Gunst von Ilse, wiewohl ihn ausgerechnet das andere Mädchen, Susanne, seit jeher von Herzen liebt. Susanne muss mit viel Kummer im Herzen akzeptieren, dass Ilse und Josias heiraten werden. Nach einem Jahr bekommt Ilse ein Kind, wenig später stirbt jedoch die junge Mutter. Von seelischen Schmerzen gepeinigt, beginnt sich Josias in seiner unendlichen Trauer zu vergraben. Auf Drängen von Ursel, einer nahen Verwandten, beginnt Josias nach einer neuen Mutter für das Kind, ein Töchterchen namens Trude, zu suchen. Er bietet Susanne an, sie zu heiraten, macht aber zugleich klar, dass er nicht in sie verliebt sei. Susanne nimmt den Antrag an, in der Hoffnung, dass seine Liebe durch ihre Liebe im Lauf der Zeit kommen werde.
Am Tag der Eheschließung wird Susanne der Familienschmuck überreicht, jedoch hält Josias einen ganz bestimmten Ring zurück, den man der Braut traditionell nur dann überreicht, wenn die geschlossene Ehe mit tief empfundener Liebe einhergeht. Susanne tut fortan das Ihre, mit ihrer Liebe Josias aus seiner, im Tod Ilses begründeten, tiefen Schwermut zu erlösen, doch gelingt ihr dies nicht. Selbst die Trudes Zuneigung kann Susanne nicht gewinnen. Als das kleine Mädchen an einer Tollkirsche naschen will, stürzt Susanne dazwischen, nur um von der auf sie einschlagenden Kleinen zu hören, dass sie, Susanne, ihr nichts gönnen würde. Susanne zieht sich daraufhin zutiefst getroffen zurück, und Trude stirbt prompt an den Folgen des Tollkirschengifts. Nun wird Susanne Graffenreuth des Mordes angeklagt und zum Tode verurteilt. Susannes Großmutter macht dem ahnungslosen Gatten klar, wie die wahre Sachlage, die zum Tode Trudes führte, ist. Er kann zwar die Hinrichtung seiner Frau mit dem Fallbeil nicht verhindern, überreicht Susanne aber noch auf dem Schafott den bis dahin zurückgehaltenen Ring, mit dem er endlich seine Liebe zu seiner zweiten Frau bekundet.

## Produktionsnotizen
Die Frauen des Josias Graffenreuth entstand kurz vor Ende des Ersten Weltkriegs im Eiko-Atelier in Berlin-Marienfelde, passierte die Filmzensur im November 1918 und wurde kurz darauf uraufgeführt. Die Filmlänge betrug 1885 Meter, verteilt auf vier Akte. Der Film wurde mit Jugendverbot belegt.

## Kritik
„Im mittelalterlichen Ton und Stil ist diese Handlung aufgebaut, die einen äußerst fesselnden Eindruck macht. Die Darstellung ist von besten Kräften besetzt und findet in Ressel Orla eine ausgezeichnete Interpretin der weiblichen Hauptrolle. (…) Das Stück hat entschieden künstlerische Qualitäten, die in der Aufmachung und im Spiel beruhen. Auch die Technik und Regie leisten ganz vorzügliche Arbeit.“